# Heinrich Daniel Ruhmkorff

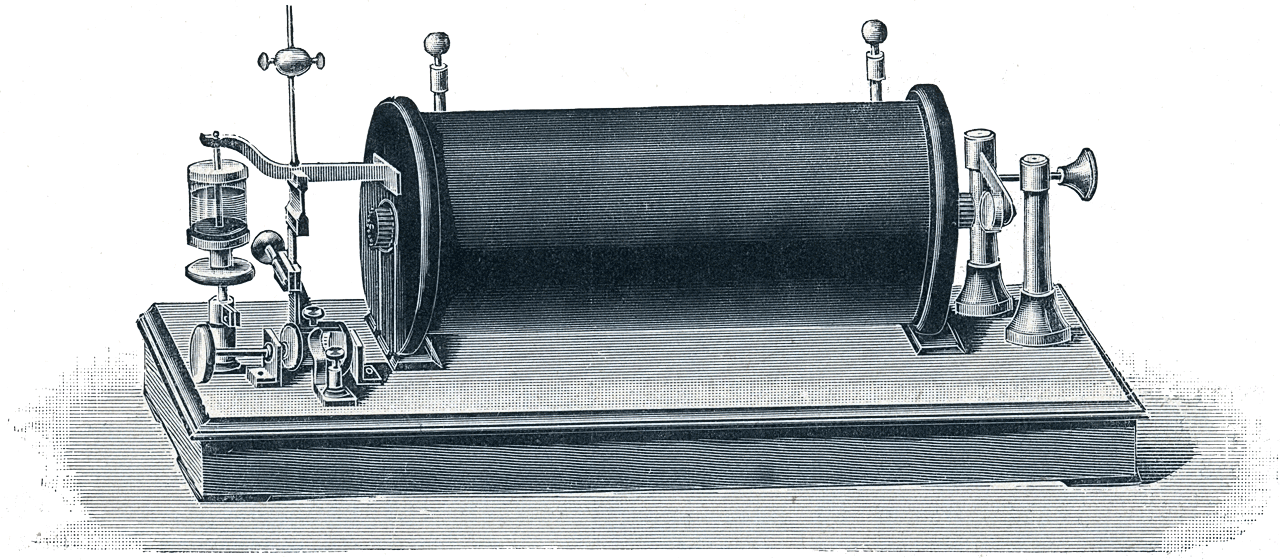
Induktor Ruhmkorffa

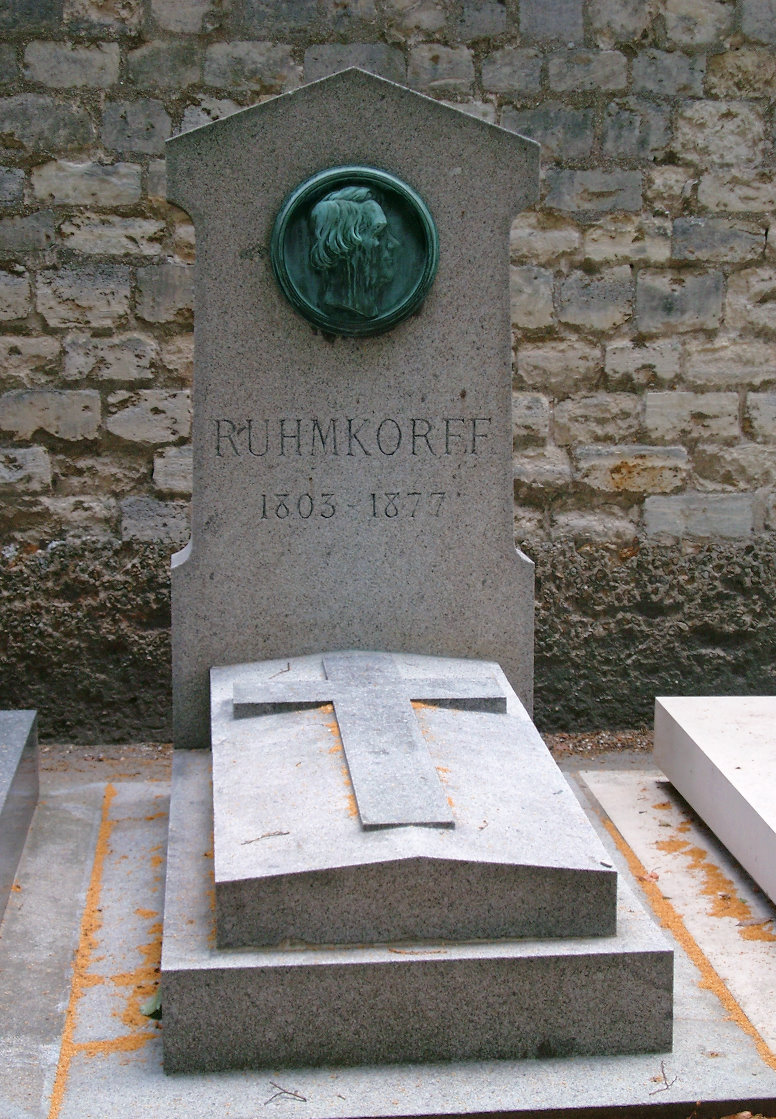
Nagrobek Heinricha Daniela Ruhmkorffa na cmentarzu Montparnasse w Paryżu

Heinrich Daniel Ruhmkorff (Rühmkorff) (ur. 15 stycznia 1803 w Hanowerze, zm. 20 grudnia 1877 w Paryżu) – niemiecki mechanik, konstruktor przyrządów elektrotechnicznych, który skomercjalizował cewkę indukcyjną często określaną mianem cewki Ruhmkorffa.

## Życiorys
Ruhmkorff urodził się w Hanowerze a zmienił „ü” na „u” w swoim nazwisku kiedy wyjechał za granicę – po praktykach u niemieckiego mechanika przeniósł się do Anglii. Biografie twierdzą, że pracował z wynalazcą Josephem Bramah, lecz jest to mało prawdopodobne gdyż Bramah zmarł w roku 1814. Mógł za to pracować dla firmy Bramaha. W 1839 roku założył warsztat w Paryżu, gdzie zyskał reputację dzięki wysokiej jakości wytwarzanej aparatury elektrycznej.
Chociaż Ruhmkorffowi często przypisuje się wynalezienie cewki indukcyjnej, w rzeczywistości została ona wymyślona przez Nicholasa Callana w 1836 roku. Pierwsza cewka Ruhmkorffa, którą opatentował w roku 1851, wykorzystywała długie uzwojenia z drutu miedzianego, aby osiągnąć iskrę o długości około 2 cali (50 mm). W 1857 roku, po zbadaniu znacznie ulepszonej wersji wykonanej przez amerykańskiego wynalazcę Edwarda Ritchie, Ruhmkorff udoskonalił swój projekt (podobnie jak inni inżynierowie), używając szklanej izolacji i innych innowacji aby umożliwić wytwarzanie iskier o długości większej niż 30 cm. Cewka Ruhmkorffa odniosła wielki sukces – w 1858 roku Napoleon III Bonaparte przyznał Ruhmkorffowi 50 000 franków nagrody za najważniejsze odkrycie w zakresie stosowania energii elektrycznej. Ruhmkorff zmarł w Paryżu w 1877 roku.
W kilku powieściach science-fiction Juliusza Verne’a są wymienione tzw. lampy Ruhmkorffa. Były to wczesne formy przenośnych lamp elektrycznych, które stanowiły rurki Geisslera, pobudzane do świecenia dzięki zasilanej bateryjnie cewce Ruhmkorffa. Przeznaczona do użytku przez górników, lampa taka została rzeczywiście opracowana przez A. Dumasa i dr Benoit.